# 9841 Mašek
A 9841 Mašek (ideiglenes jelöléssel (9841) 1988 UT) a Naprendszer kisbolygóövében található aszteroida. Zdeňka Vávrová fedezte fel 1988. október 18-án.